# SfB-Oure FA
Az SfB-Oure FA, teljes nevén Svendborg forenede Boldklubber-Oure Fodbold Akademi egy dán labdarúgócsapat. A klubot 2018-ban alapították az FC Svendborg és az Oure FA csapatainak egyesülésével, székhelye Svendborg városa. Jelenleg a negyedosztályban szerepel.

## Jelenlegi keret
| #  |     | Poszt | Név                    |
| -- | --- | ----- | ---------------------- |
| 1  | FIN | K     | Toivo Vadum            |
| 2  | DNK | V     | Jacob Møller           |
| 3  | DNK | V     | Bo Ehlers              |
| 4  | DNK | V     | Jonas Flindt Rasmussen |
| 6  | DNK | KP    | Anders Hjort           |
| 7  | DNK | KP    | Julian Johnsson        |
| 8  | DNK | CS    | Jesper Rasmussen       |
| 10 | DNK | CS    | Mark Kammersgaard      |
| 11 | DNK | KP    | Jon Bøgedal            |
| 13 | DNK | V     | Jakob Jensen           |

| #  |     | Poszt | Név                   |
| -- | --- | ----- | --------------------- |
| 14 | DNK | CS    | Jakob Udesen          |
| 15 | DNK | KP    | Søren Møller Petersen |
| 16 | DNK | K     | Sebastian Morar       |
| 17 | DNK | KP    | Jonas Rahbek          |
| 18 | DNK | KP    | Mark Pedersen         |
| 19 | DNK | KP    | Jonas Hvilsom         |
| 21 | DNK | CS    | Ulrik Jørgensen       |
| 22 | DNK | KP    | Anders Staldgaard     |
| 23 | GRL | KP    | Gazza Zeeb            |
| 29 | DNK | V     | Mads Bartram          |
| ?  | DNK | CS    | Hassan Bashir         |

## Külső hivatkozások
- (dánul) Hivatalos weboldal